# Andy i podwodny świat
Andy i podwodny świat (ang. Andy’s Aquatic Adventures) – brytyjski serial animowany, w Polsce emitowany na kanale CBeebies od 2 marca 2020 roku.

## Fabuła
Andy podróżuje po świecie, by przyglądać się zwierzętom zamieszkującym morza, rzeki, jeziora oraz ich wybrzeża. Każda z wypraw w podwodny świat to ważna misja z parku przyrodniczego Safari World.

## Obsada
- Andy Day – Andy,
- Adam Astill – pan Hammond,
- Puja Panchkoty – Jen[2].

## Wersja polska
- Opracowanie i udźwiękowienie wersji polskiej: Studio Sonica.
- Reżyseria i kierownictwo produkcji: Agnieszka Kudelska.
- Dialogi polskie: Aleksandra Kołodziejek.
- Dźwięk i montaż: Maciej Brzeziński.

Wystąpili:
- Piotr Bajtlik – Andy,
- Julia Łukowiak – Jen,
- Jakub Szydłowski – pan Hammond.

Piosenkę śpiewali: Piotr Bajtlik, Jakub Szydłowski.
Lektor: Izabella Bukowska-Chądzyńska.